# Die Cactaceae
Die Cactaceae (abreviado Cactaceae (Backeberg)) es un libro con ilustraciones y descripciones botánicas que fue escrito por el horticultor y cactólogo aficionado alemán Curt Backeberg, especialmente conocido por su colección y clasificación de cactus; quien fue honorariamente invocado como destacado botánico, poseyendo más de 5.000 nuevas descripciones de especies y variedades de cactos. Fue editado en 6 volúmenes en los años 1958-1985 con el nombre de Die Cactaceae: Handbuch der Kakteenkunde.